# Emmanuel Appiah Kubi
Pour les articles homonymes, voir Appiah.
Emmanuel Appiah Kubi, souvent Appiah Kubi (né le 16 octobre 1989 à Kumasi) est un athlète ghanéen, spécialiste du sprint.
Après avoir fait son High School à Kumasi (2005), il commence à courir en 2006 et fait sa première apparition junior, comme membre de l'équipe nationale, en 2007. Il représente le Ghana lors des 13es Championnats du monde en Pologne en 2008 sur le 200 m. À partir de 2009, il intègre l'équipe nationale sénior et participe aux Championnats du monde à Berlin comme remplaçant du relais 4 × 100 m. En octobre 2010, il est choisi pour participer aux Jeux du Commonwealth à New Delhi sur 100 m et auparavant il participe également aux Championnats d'Afrique au Kenya, sur 200 m et 4 × 100 m. Il est champion national sur 100 et 200 m. Son meilleur temps sur 100 m est de 10 s 42 (à New Delhi) tandis que sur 200 m, il a couru en 21 s 45 à Nairobi. Il a permis au Ghana de se qualifier pour le relais 4 × 100 m à Daegu.